# Skagen Vest
Skagen Vest er en dansk, 10 minutter lang film fra 1956 med dokumentariske optagelser fra opførelsen af Skagen Vest Fyr.

## Handling
Fyret støbes i beton efter glideforskallings-metoden oven på en tidligere tysk bunker. Det nye fyr skal erstatte Højen Fyr fra 1892, der forventes snart at ville forsvinde i havet. Designet på Skagen Vest er stramt og funktionelt, og derfor meget ulig Grenens andre tykke stenfyr. Det er et moderne fyr, der kan fjernbetjenes og ikke kræver fast bemanding. Af samme grund har det ikke de tilhørende beboelsesbygninger, der findes ved ældre fyr. Desuden er det slanke betonfyr det eneste af de fire fyr, der ligger ud mod Skagerrak. Denne placering gør det til Danmarks nordligste fyr.